# Мешик, Павел Яковлевич
Па́вел Я́ковлевич Ме́шик (23 декабря 1910, Конотоп — 23 декабря 1953, Москва) — деятель советских спецслужб, один из активных организаторов сталинских репрессий (большого террора), генерал-лейтенант. Не реабилитирован.
Входил в ближайшее окружение Л. П. Берии.
Арестован по делу Л. П. Берии по обвинению в измене Родине в форме шпионажа и заговоре с целью захвата власти и др. 23 декабря 1953 приговорен Военной коллегией Верховного Суда СССР по ст. 58 УК РСФСР к высшей мере наказания — смертной казни и в тот же день расстрелян в 21 час 20 минут. Тело было кремировано в печи 1-го Московского крематория, прах захоронен на Новом донском кладбище.

## Биография
Родился в семье служащих. В 1925—1930 годах работал слесарем. Член ВКП(б) с 1930 года.
В 1931—1932 годах учился в Самарском энергетическом институте, но не окончил его. Образование получил в Высшей школе ОГПУ (1933).

### В органах государственной безопасности

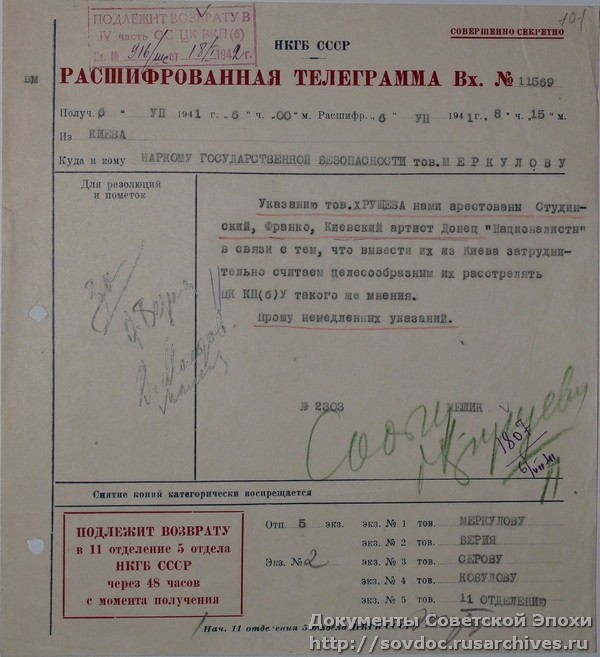
Шифротелеграмма от 6.07.1941, в которой народный комиссар государственной безопасности УССР П. Мешик просит у народного комиссара государственной безопасности СССР В. Меркулова санкции на расстрел без суда Кирилла Студзинского, Петра Франко и Михаила Донца

В марте 1932 года принят на работу в ОГПУ, работал помощником уполномоченного, оперативным уполномоченным в Экономическом управлении ГУГБ НКВД СССР. В 1937 году переведен в 3-й (контрразведывательный) отдел ГУГБ. С 1939 года помощник начальника Следственной части НКВД СССР. С сентября — начальник Следственной части Главного экономического управления (ГЭУ) НКВД СССР. С марта 1940 года начальник 1-го (промышленные и пищевые наркоматы) отдела ГЭУ НКВД.
При разделении НКВД СССР в феврале 1941 года стал наркомом государственной безопасности УССР, а после прошедшего в июле 1941 года объединения наркоматов возглавил Экономическое управление НКВД СССР.
В сентябре — ноябре 1941 года одновременно был и начальником 7-го спецотдела (обеспечение производства минометного вооружения).
С апреля 1943 года по декабрь 1945 года — заместитель начальника Главного управления контрразведки (СМЕРШ), одновременно в 1944—1945 годах заместитель командующего 1-м Украинским фронтом по делам гражданской администрации и уполномоченный НКВД СССР по 1-м Украинскому фронту.
В марте 1945 года направлен в Польшу, где в ранге советника при Министерстве общественной администрации Временного правительства Польши руководил созданием органов госбезопасности Польши.
С августа 1945 года по март 1953 года — заместитель начальника 1-го Главного управления при Совете Министров СССР Б. Л. Ванникова по режиму секретности (управление занималось строительством предприятий для создания ядерного оружия), обеспечивал секретность работ, охрану объектов и формирование кадров.
В 1946—1953 годах стал организатором создания закрытых зон, городов и посёлков с особым режимом проживающих на этих территориях работников атомной промышленности и привлечённых специалистов из других ведомств.
Другим направлением его работы стало руководство пожарной охраной объектов — все объекты и службы строились и укомплектовывались оборудованием и эксплуатационным персоналом.
С марта 1953 года — министр внутренних дел Украинской ССР.
В мае 1953 года по указанию Мешика были отстранены от должности 18 из 25 начальников УМВД, настаивавших на силовом решении вооружённого конфликта против ОУН-УПА. Были отменены смертные приговоры, вынесенные бандеровцам, и пересмотрены многие уголовные дела в отношении последних, а также свёрнуты многие операции; началось восстановление разрушенных греко-католических монастырей. Эти меры представляли при этом очередную попытку добиться разоружения ОУН-УПА.

## Арест, суд, казнь
Летом 1953 года арестован в Киеве после ареста в Москве Л. П. Берии.
Специальным судебным присутствием Верховного суда СССР 23 декабря 1953 года вместе с  Л. П. Берией, Б. З. Кобуловым, В. Н. Меркуловым, В. Г. Деканозовым, Л. Е. Влодзимирским, С. А. Гоглидзе приговорён к смертной казни (расстрелу) с конфискацией лично ему принадлежащего имущества, лишением воинских званий и наград.
После ареста и расстрела П. Я. Мешика его жена — Софья Ильинична Мешик (Раппопорт) и его мать — Варвара Мартыновна Мешик были высланы в 1954 году на спецпоселение в Казахскую ССР.
Сын Чарльз Павлович Мешик работал инженером.

## Отказ в реабилитации
29 мая 2000 года, рассмотрев обращение родственников осуждённых с просьбой о реабилитации, Военная коллегия Верховного суда Российской Федерации вынесла Определение № бн-00164/2000, в котором, в частности говорится:
Оценивая действия Деканозова, Мешика, Влодзимирского, Военная коллегия исходит из следующего. Будучи ответственными должностными лицами в органах госбезопасности и внутренних дел государства, они хотя и выполняли распоряжения Берии, Кобулова, Меркулова, но и сами систематически злоупотребляли властью, что выражалось в арестах невиновных людей, фальсификации материалов уголовных дел, применении пыток, то есть совершили деяния при наличии особо отягчающих обстоятельств в виде незаконного лишения свободы и гибели многих граждан. Поэтому в содеянном Деканозовым, Мешиком, Влодзимирским суд усматривает состав преступления, предусмотренного ст. 193 — 17"б" УК РСФСР (в редакции 1926 года).
Отказав в реабилитации, ВКВС вместе с тем частично изменила приговор Специального судебного присутствия от 23 декабря 1953 года, переквалифицировав деяния осужденных, исключив обвинение в измене Родине и назначив им наказание за должностные преступления в виде злоупотребления властью при наличии особо отягчающих обстоятельств в виде 25 лет лишения свободы, отменив соответственно указание о применении к ним конфискации имущества.

## Награды
Лишен всех наград в соответствии с приговором суда.
- орден Ленина (29 октября 1949)
- два ордена Красного Знамени (28 октября 1943, 31 июля 1944)
- два ордена Кутузова 1 степени (26 марта 1945, 29 мая 1945)
- орден Красной Звезды (26 апреля 1940)
- орден «Знак Почёта» (19 декабря 1937)
- орден Трудового Красного Знамени (3 июня 1942)
- 6 медалей
- знак «Заслуженный работник НКВД» (28 мая 1941)
- Сталинская премия 2 степени (1951)